# Église Saint-Nicolas de Saint-Nicolas-de-Brem
L'église de Saint-Nicolas-de-Brem est une église située à Brem-sur-Mer, en France.

## Localisation
Le monument est situé dans le département français de la Vendée, sur l'ancienne commune de Saint-Nicolas-de-Brem devenue depuis un quartier de Brem-sur-Mer, 

## Historique
L’église est l'une des plus anciennes de Vendée. Elle a été construite durant le XIe siècle. Son existence est attestée dès 1020. Elle a été un sujet de conflit entre l'abbaye de Marmoutier, près de Tours, et l'abbaye Sainte-Croix de Talmont. Un accord entre les deux abbayes a été obtenu en 1098. L'église a été durement endommagée par les protestants pendant les guerres de Religion notamment lors de l'expédition de Soubise en 1622 qui se termine par la victoire de Riez remportée par Louis XIII. Il ne reste aujourd'hui que la nef centrale, l'abside et les absidioles du XIe siècle. Elle est pauvrement reconstruite au XVIIe siècle.
Sur le portail, on peut voir dans un fronton triangulaire la statue de saint Nicolas entourée de plusieurs motifs mystérieux et en mauvais état. Une étude récente avance pour ces sculptures l'hypothèse d'une origine templière. D'autres y voient une influence iconographique nordique venue d'Irlande.
À l'intérieur deux fresques du XIIe siècle représentent la Crucifixion du Christ (très effacée) ainsi que l'arrivée des Saintes Femmes au Tombeau.
Elle est classée au titre des monuments historiques le 20 juillet 1956.
Le 7 février 2023 une campagne de mécénat populaire a été lancée au bénéfice du projet de restauration et de valorisation de l'église. Ce projet est porté par la  Fondation du patrimoine, le Pays de Saint-Gilles-Croix-de-Vie Agglomération et la mairie de Brem-sur-Mer, avec le soutien de l’État, du Conseil régional des Pays de la Loire et du Conseil départemental de la Vendée.

## Photographies

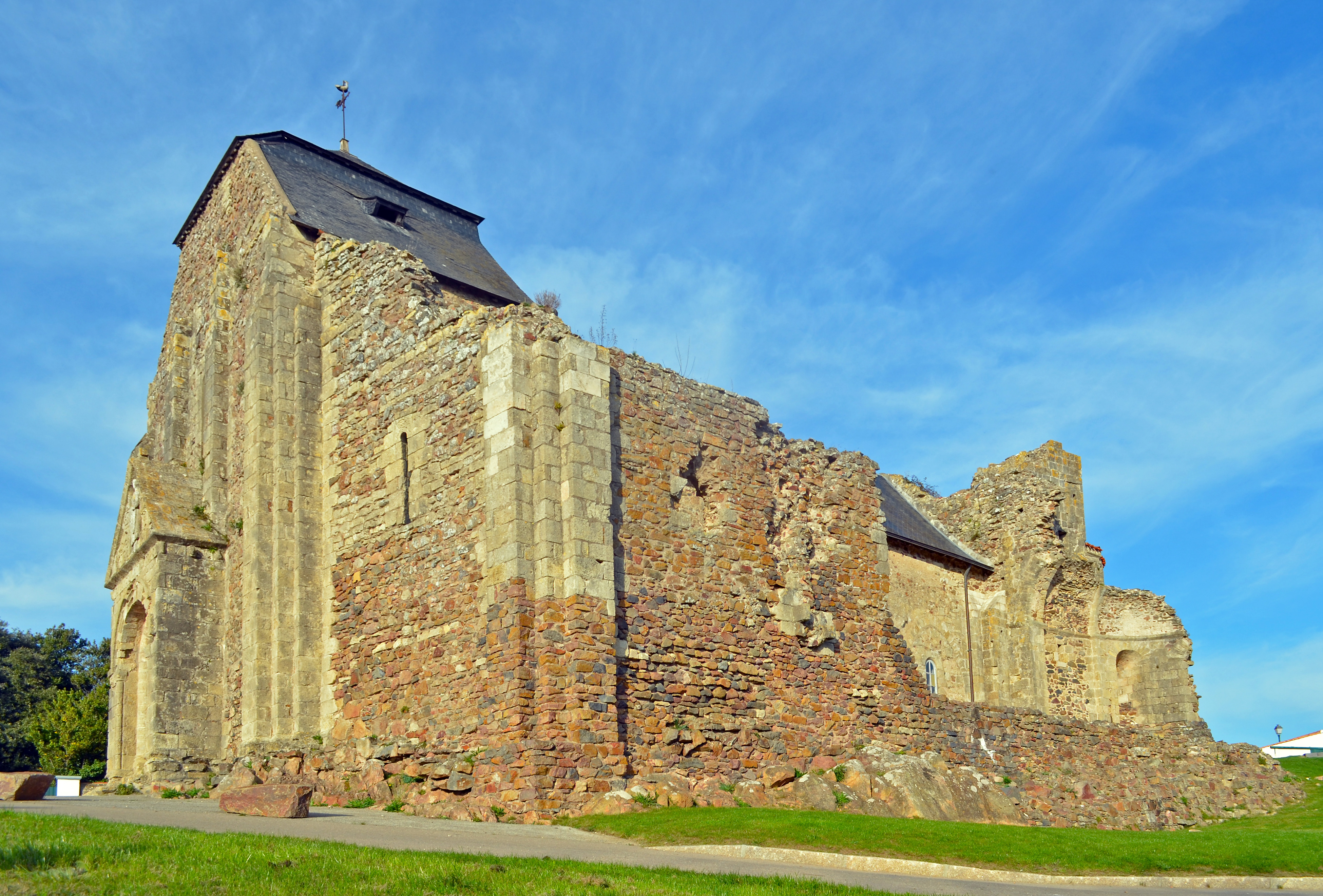
Vue de la nef latérale sud détruite au XVIIe siècle.
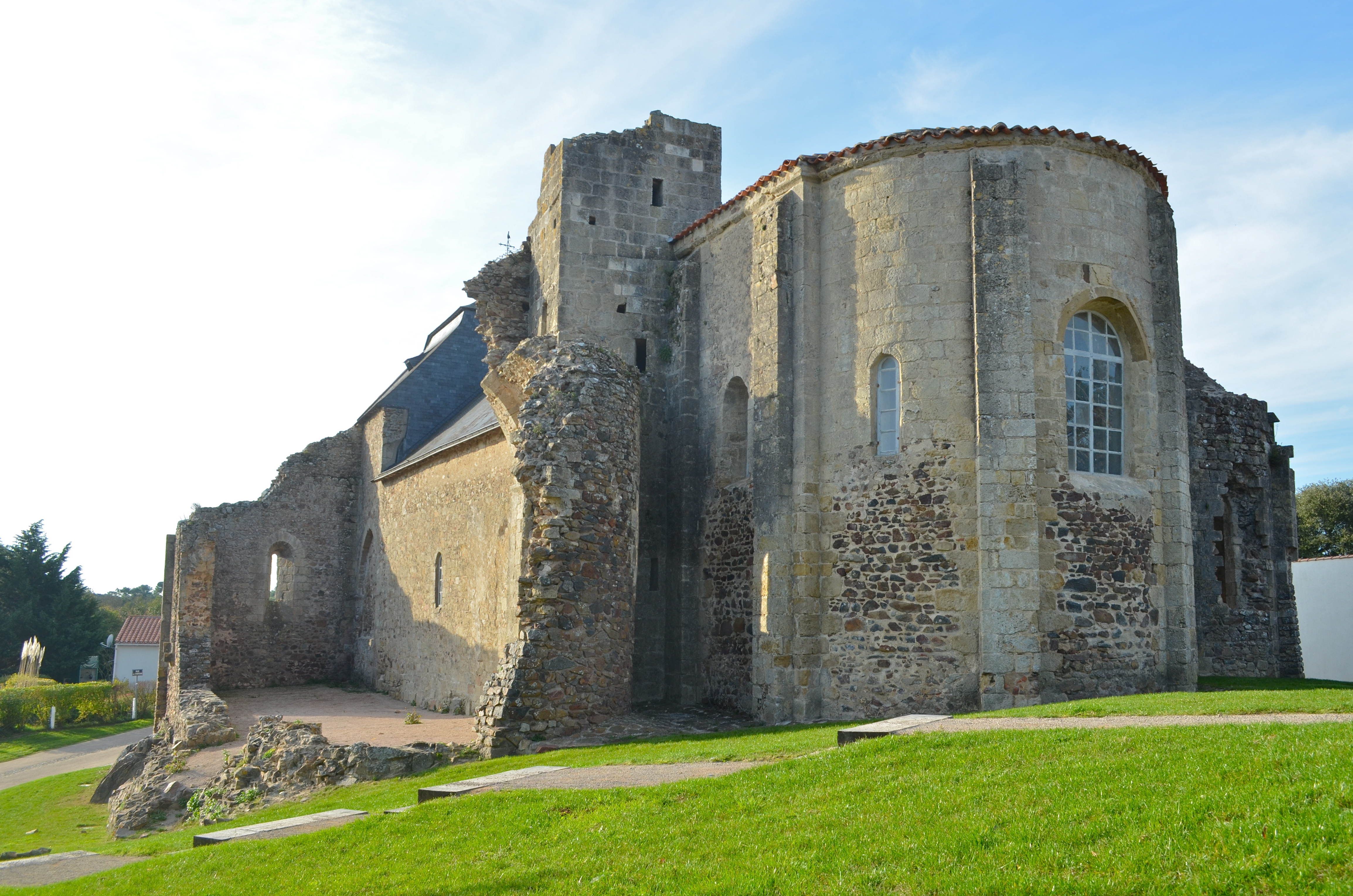
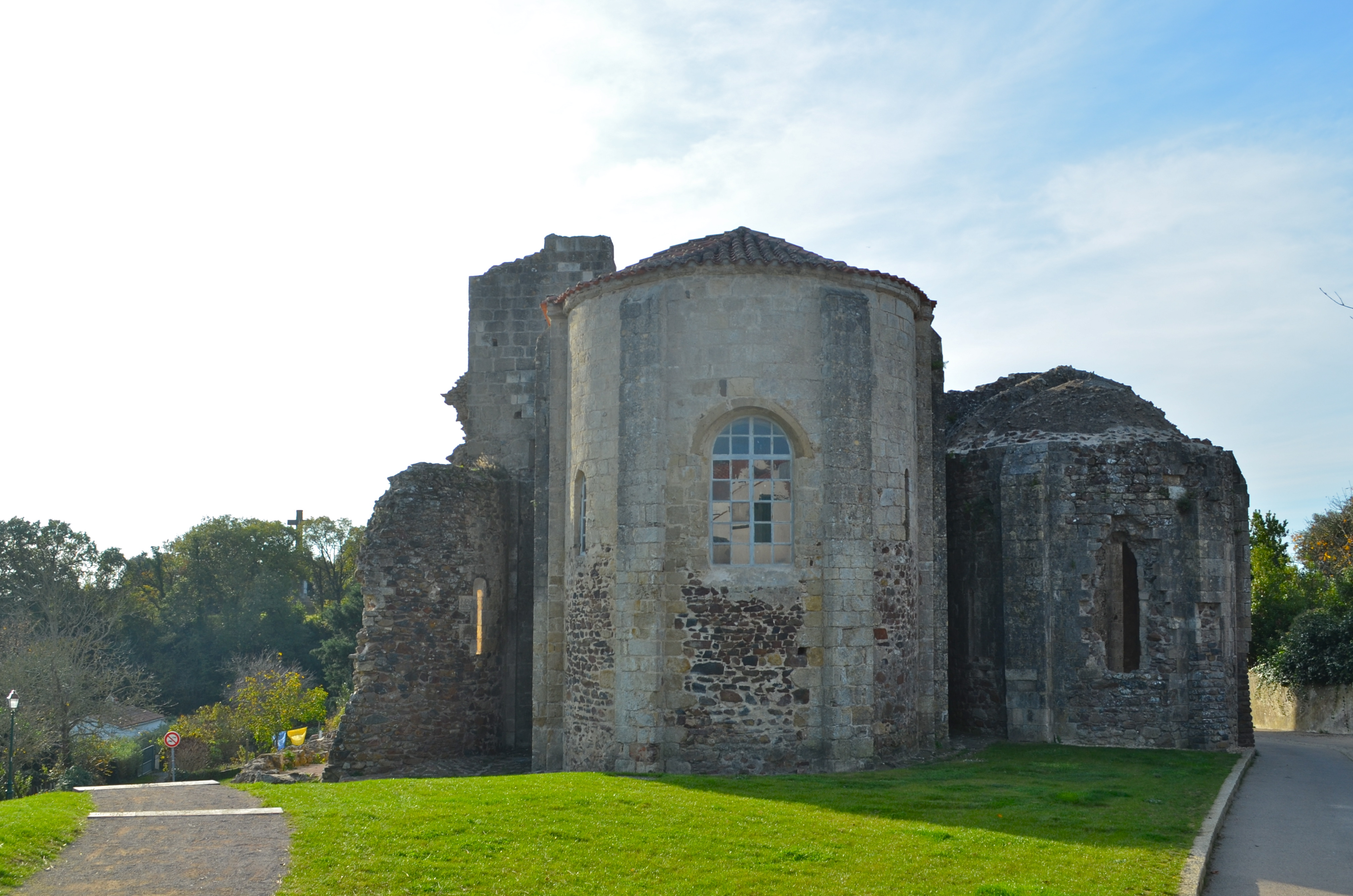
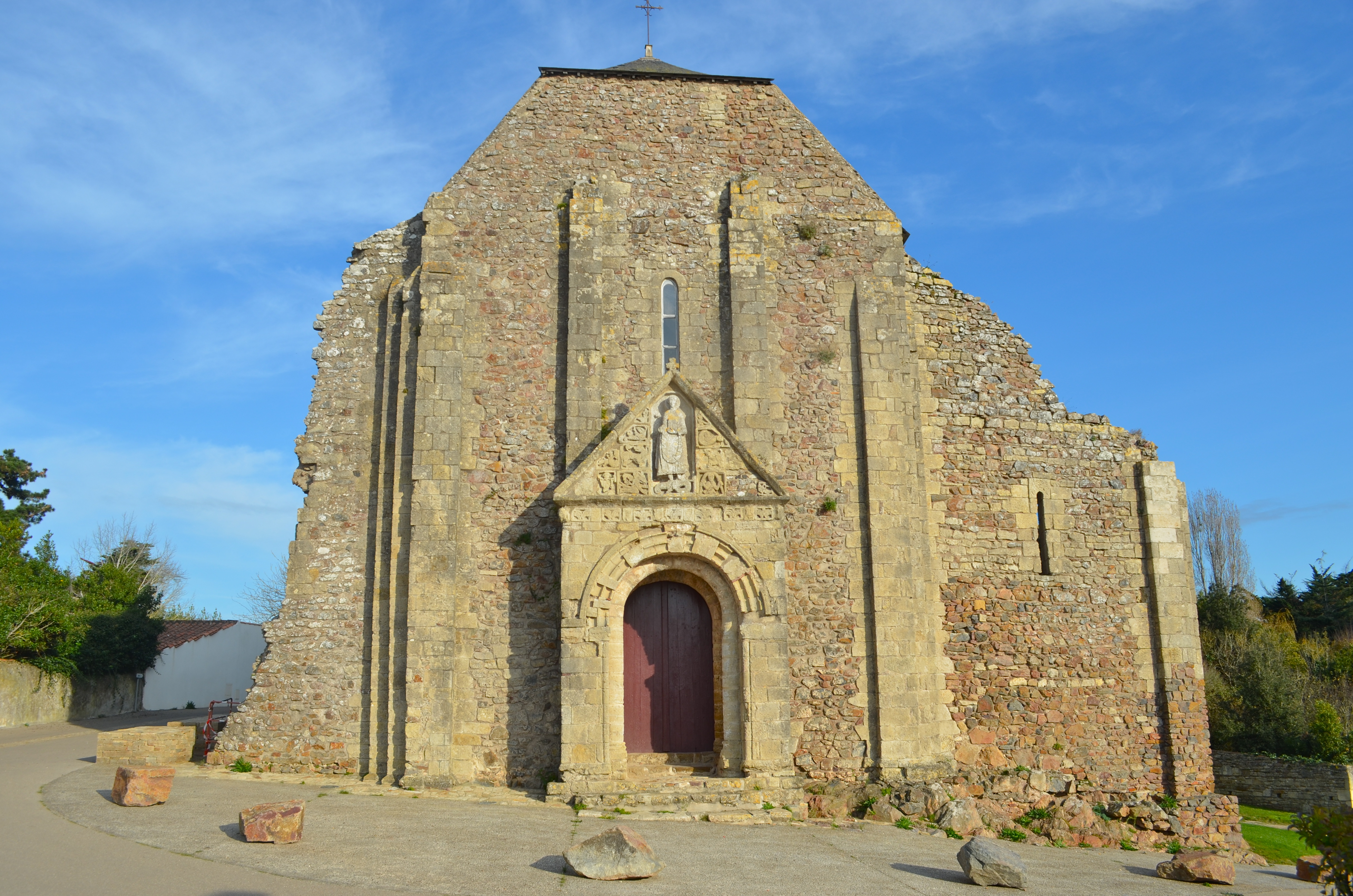
Façade principale.
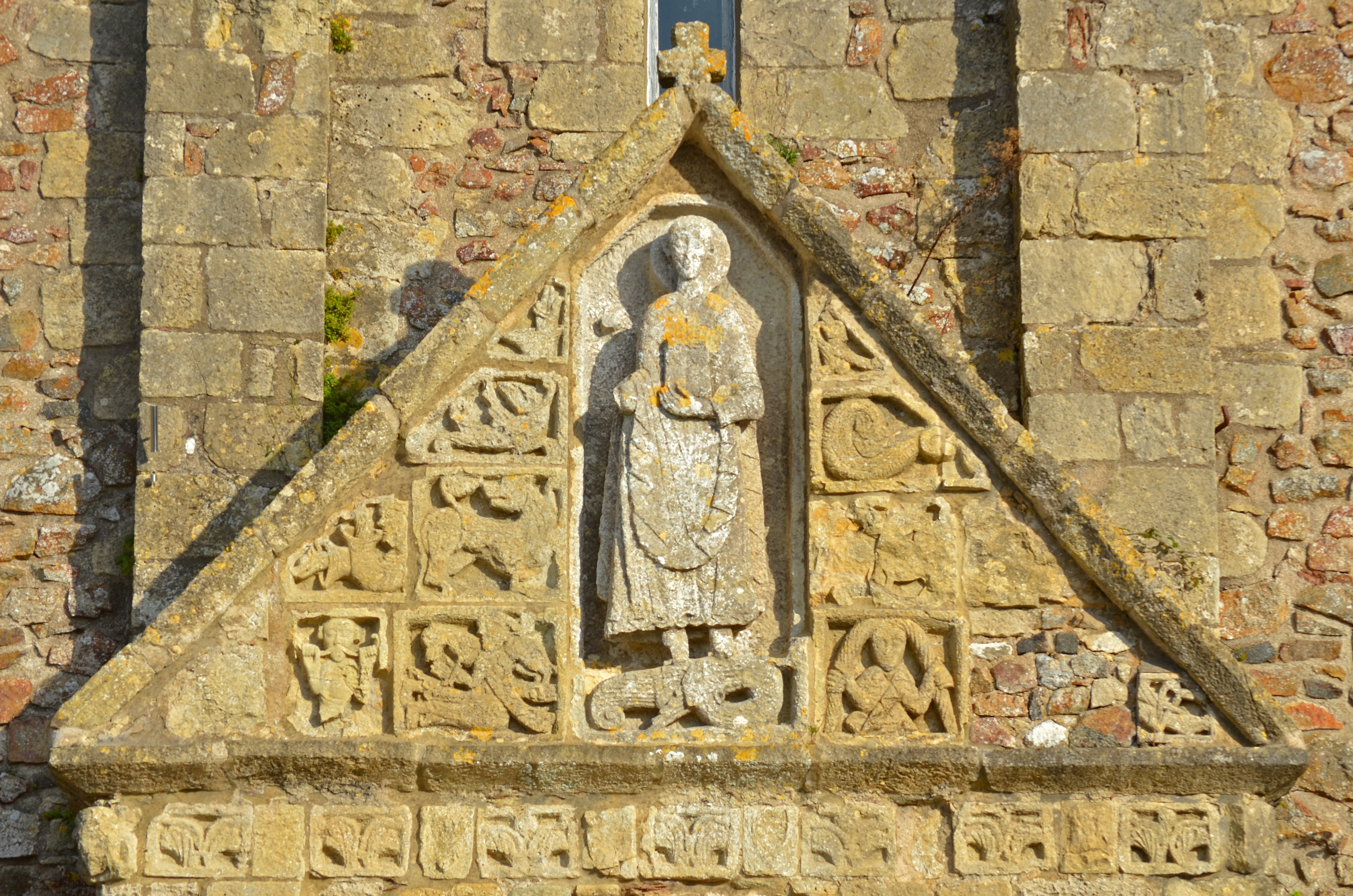
Fronton.